# Пелагиадский сельсовет
Пелагиадский сельсовет — упразднённое сельское поселение в Шпаковском районе Ставропольского края России.
Административный центр — село Пелагиада.

## Символика
Эмблема и флаг Пелагиадского сельсовета были утверждены 18 августа 1997 года:78.

Эмблема муниципального образования — прямоугольный щит, разделённый на две части. В верхней части эмблемы орнамент из пяти прямоугольников жёлтого цвета, символизирующих 5 камней — пяти районов села: Верхней сотни, Ковалёвки, Центра, Сибирки, Калгановки, опирающихся на флаг, слева — Российской Федерации, справа — флаг Ставропольского края. В нижней части эмблемы — солнце, освещающее поле с голубыми прожилками ручьёв, которыми славится село Пелагиада.— 
Флаг представлял собой прямоугольное полотнище с соотношением сторон 1:2. Его композиция почти полностью повторяла верхнюю часть эмблемы с той лишь разницей, что изображения флагов России и Ставропольского края помещались в правом верхнем углу полотнища:78.
Авторы проектов символики — Артём Шипилов и Марина Сабурова:78.

## История
30 января 1930 года Софиевскому сельсовету был передан хутор Хлебороб из Пелагиадского сельсовета Изобильно-Тищенского района.
Статус и границы сельского поселения установлены в 2004 году Законом Ставропольского края.
С 16 марта 2020 года все муниципальные образования района были упразднены и включены в Шпаковский муниципальный округ.

## Население
| 1989  | 2002  | 2010  | 2011  | 2012  | 2013  | 2014  |
| ----- | ----- | ----- | ----- | ----- | ----- | ----- |
| 5994  | ↗6752 | ↗6825 | ↗6830 | ↗6837 | ↗6870 | ↗6888 |
| 2015  | 2016  | 2017  | 2018  | 2019  | 2020  |       |
| ↗6909 | ↘6887 | ↗6888 | ↗6905 | ↗6927 | ↘6862 |       |

### Национальный состав
По итогам переписи населения 2010 года проживали следующие национальности (национальности менее 1 %, см. в сноске к строке "Другие"):
| Национальность | Численность | Процент |
| -------------- | ----------- | ------- |
| Русские        | 6320        | 92,60   |
| Армяне         | 272         | 3,99    |
| Другие         | 233         | 3,41    |
| Итого          | 6825        | 100,00  |

## Состав сельского поселения
| № | Населённый пункт | Тип населённого пункта       | Население |
| - | ---------------- | ---------------------------- | --------- |
| 1 | Дубовый          | хутор                        | ↘8        |
| 2 | Пелагиада        | село, административный центр | ↗7110     |